# Лоцкине (станція)
Лоцкине — проміжна залізнична станція 5-го класу Херсонської дирекції Одеської залізниці на лінії Долинська — Миколаїв між станціями Явкине (15 км) та Грейгове (11 км). Розташована у селищі Лоцкине Баштанського району Миколаївської області.

## Історія
Станція відкрита 1915 року. 

## Пасажирське сполучення
На станції зупиняються приміські поїзди сполученням Миколаїв — Долинська / Тимкове.